# Semana de Sensibilización sobre el Mosquito
La Semana de Sensibilización sobre el Mosquito empieza en abril y mayo según la región desde 2016, fue proclamada por la por la Organización Panamericana de la Salud (OPS) en ese mismo año.

## Proclamación
La Semana de Sensibilización sobre el Mosquito fue proclamada en 2016 por la OPS en respuesta al brote del virus Zika que afectó al continente Americano entre 2015 y 2016. El objetivo principal de la campaña es reducir las enfermedades transmitidas por el mosquito Aedes aegypti, vector de enfermedades como el dengue, chikungunya, fiebre amarilla, mediante la eliminación de criaderos de mosquitos y la promoción de medidas de protección personal. También busca movilizar a la población y a los profesionales de la salud en la lucha contra estos vectores, particularmente en el contexto de emergencias sanitarias como el Zika, que causó malformaciones neonatales y trastornos neurológicos, afectando especialmente a mujeres embarazadas. 

## Celebración
Esta semana se celebra anualmente, aunque en fechas diferentes según la región y con variaciones en su denominación. Comienza en el Caribe, con la campaña, Semana Caribeña de Acción contra los Mosquitos, y es organizada por The Caribbean Public Health Agency (CARPHA) celebrandose entre abril y mayo. En Estados Unidos se celebra como la Semana Nacional de Concienciación sobre el Control de Mosquitos y tiene lugar en juniosiendo organizado por American Mosquito Control Association (AMCA). En países de Centroamérica como El Salvador y Panamá, la campaña comienza en mayo, y otros países, como Costa Rica, Honduras, Argentina, Uruguay y Chile, se suman hacia octubre. Estas fechas se eligen en función de los ciclos de reproducción del mosquito, que aumentan durante las temporadas lluviosas.
La primera celebración se llevó a cabo en 2016, y las actividades incluyen eventos públicos organizados por las autoridades de salud, talleres para promotores de salud voluntarios, ferias comunitarias y actividades escolares. Estas iniciativas involucran a las comunidades, organizaciones civiles y estudiantes en la eliminación de los criaderos del mosquito. En 2017, la campaña subrayó la importancia de que los profesionales de la salud educaran a la población y promovieran medidas de prevención. La estrategia enfatiza la coordinación entre el sector salud, las familias y las comunidades para controlar la proliferación del mosquito, eliminando recipientes y fuentes de agua estancada, cubriendo tanques de agua y promoviendo el uso de protección personal contra las picaduras.

## Temas CARPHA
Temas desarrollados para la Semana Caribeña de Acción contra los Mosquitos
- 2016: Small bite, big threat, Fight the bite destroy mosquito breeding sites, ('Pequeña picadura, gran amenaza. Combate la picadura destruyendo los criaderos de mosquitos')
- 2017 - 2019: Protect yourself and your family from mosquito borne diseases, ('Protégete tú y a tu familia de las enfermedades transmitidas por mosquitos')
- 2021: Small bite, big threat, Tiny... but deadly D'ont wait... eradicate, ('Pequeña picadura, gran amenaza. Diminutos... pero mortales. No esperes... erradica')
- 2022: Small bite, big threat, Make mosquito breeding hard, take back your yard, ('Pequeña picadura, gran amenaza. Haz difícil la reproducción de mosquitos, recupera tu patio')